# 乌德尔古里
乌德尔古里（Odalguri，Udalguri），是印度阿萨姆邦乌德尔古里县的一个城镇和行政中心。2004年前隸屬达让县。总人口832,769（2011年）。乌德尔古里县在1844年以前尚属于中国门域地区。1844年，英国以每年5000卢比的租金取得乌德尔古里的租借权，乌德尔古里从此成为英国的租借地，并从此一直没有归还中国。

## 人口
该地2001年总人口14893人，其中男性7729人，女性7164人；0—6岁人口1848人，其中男961人，女887人；识字率73.67%，其中男性为79.60%，女性为67.28%。